# Кругле місто Багдад

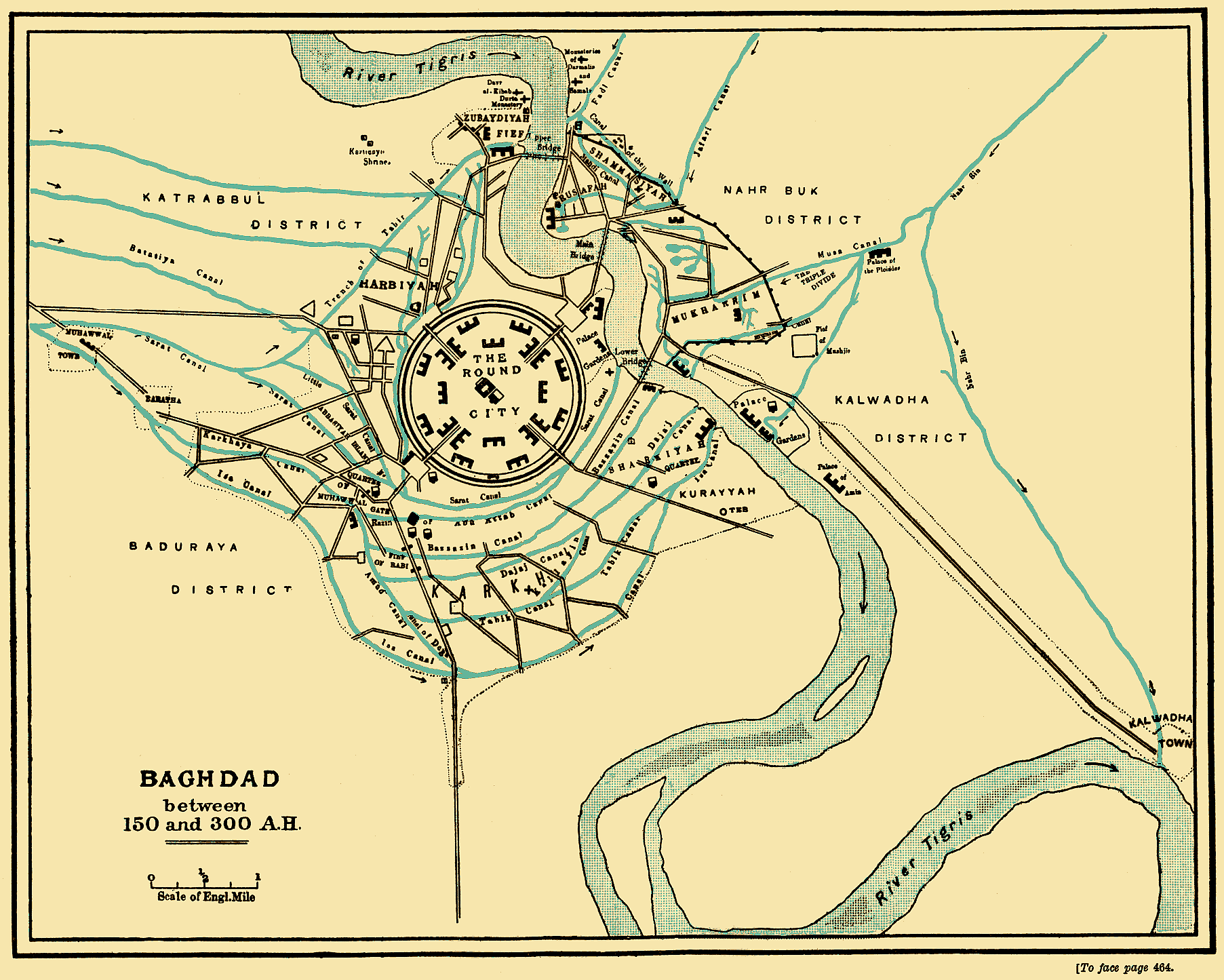

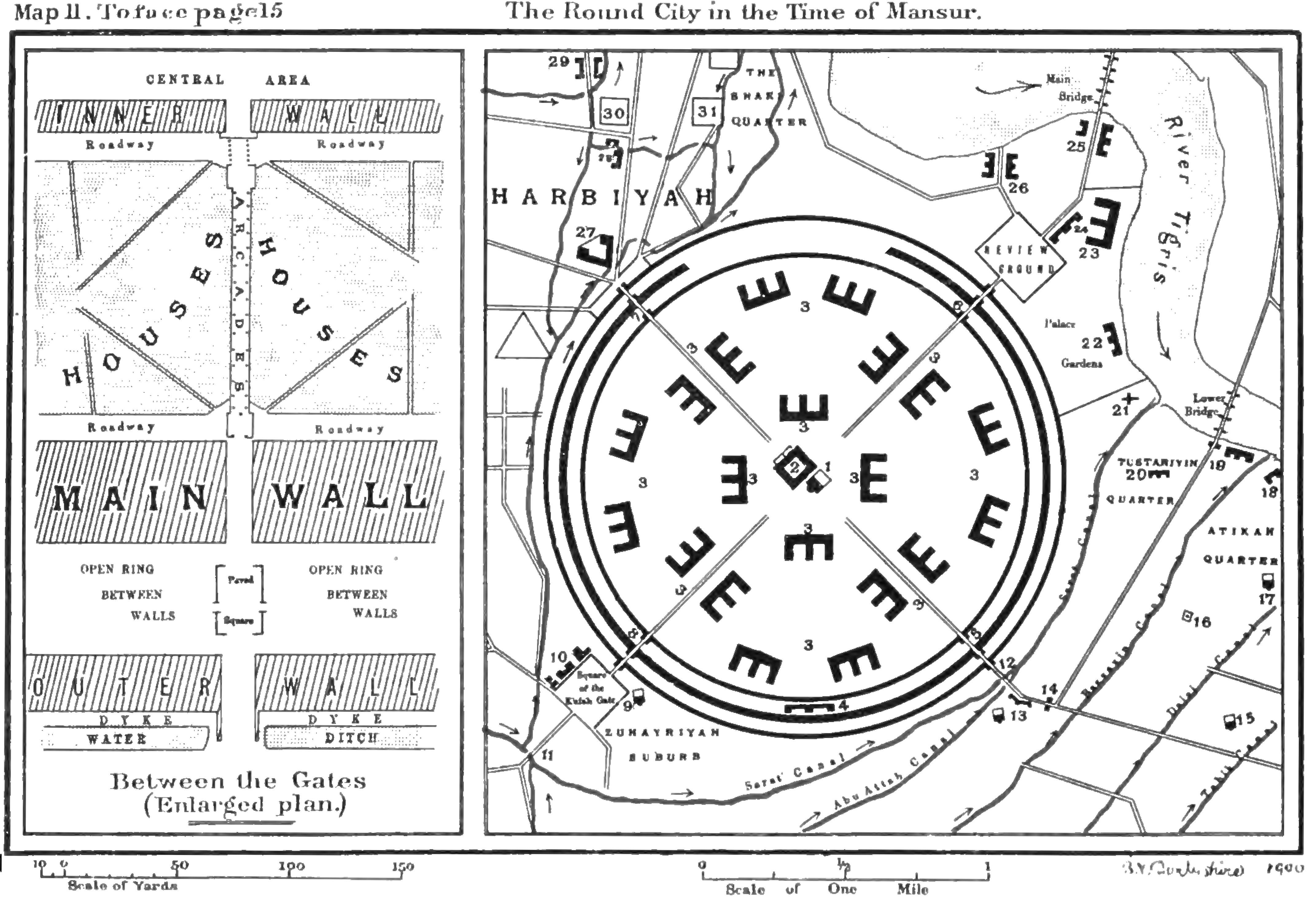

Кругле місто Багдад (також місто Аль-Мансура, або місто миру — Мадіна-ес-Салам) — стародавнє місто в Багдаді (Ірак), що було побудоване у 762-766 роки. Нині від нього залишилось лише кілька частин стародавнього міста.